# Moudjeria
Moudjeria est une ville et une commune du centre de la Mauritanie, située dans la région du Tagant, à une altitude de 151 m.

## Histoire
Moudjeria existe depuis le néolithique comme le prouvent les vestiges encore visibles d'habitations en pierre sèche présentes sur les cimes de la montagne qui surplombe la ville. Les trouvailles fréquentes dans les parages de pierres taillées comme les sylex et les meules ainsi que les pointes de flèche l'attestent également.
Situé à côté d'une source d'eau douce d'excellente qualité logée dans la montagne et entourée d'oueds permettant l'agriculrure, le village continua d'exister au cours de l'antiquité et jusqu'à l'ère moderne et l'arrivée de la colonisation francaise au début du XXe siècle qui en fit alors une cité moderne.
En 1905, le poste administratif de Moudjeria fut créé par la mission Xavier Coppolani en route vers Tidjikja, marquant ainsi le début de la pénétration coloniale francaise au Tagant.
Moudjeria devint alors un chef-lieu de cercle et un centre urbain et commercial florissant où se rallient tous les ruraux du Tagant occidental et septentrional, de l'Agane et de l'Aftout pour sapprovisionner auprès des commerces ou pour accéder aux services fournis par l'administration.
De nombreuses familles venant notamment de Tidjikja vinrent s'y installer.
Dans son livre À l'ombre de Jules Verne, l'écrivain Malick Diarra rapporte comment, à l'âge de six ans,  il fut enlevé le 14 juillet 1951 à Ndar (Saint-Louis, Sénégal) par des nomades venus de Mauritanie et fut vendu par eux comme esclave, sur "le grand marché d'esclaves" de Moudjeria . 
Depuis l'indépendance de la Mauritanie acquise en 1960, Moudjeria est un  chef-lieu de Moughataa (departement).
À partir de 1988, elle est le chef-lieu de la commune du même nom.

## Population
Lors du Recensement général de la population et de l'habitat (RGPH) de 2007, le département (Moughataa) de Moudjeria comptait 40 974 habitants.

## Personnalités
Les hommes politiques actuels marquants, nés à Moudjeria, sont :
- Galledou Yahya Ingénieur Télécoms, Économiste Maire de Moudjeria depuis Juin 2023
- Moustapha Ould Abeiderrahmane (1943-), président du parti du Renouveau Démocratique et maire de la ville
- Hamadi Ould Baba Ould Hamadi (1948-), Moustapha Ould Abed , premier maire de la ville de 1988 à 1998
- Yahya Ould Ahmed El Waghef (1960-)
- Sidi Mohamed Ould Amajar (1961-)
- Mohamed Ali Ould Lemrabott (1963-), ancien cadre supérieur de l'ONU, ancien cadre du groupe Snim, professeur intérimaire d'universités internationales et nationales, consultant international et écrivain (fils de Lemrabott Ould Mohamedhen et de Marieme Mint Abeiderrahmane)
- Mine Ould Abed (1969-), fils de Moustapha Ould Abed et de Fatimetou Mint Lemrabott Ould Mohamedhen), ingénieur et cadre supérieur d'une grande entreprise internationale
- Lebatt ould Ebou (1964), ingénieur en EnR [3]
- Arba Mnt youssouf
- Sidi Mohamed Ould Ebou
- Sidi Mohamed BEIDY AHMED JIDDOU (1964-)